# Campeonato Paraibano 1989
In 1989 werd het 79ste Campeonato Paraibano gespeeld voor voetbalclubs uit de Braziliaanse staat Paraíba. De competitie werd georganiseerd door de Federação Paraibana de Futebol en werd gespeeld van 5 maart tot 8 oktober. Treze werd kampioen. 

## Eerste toernooi
| Plaats | Club                 | Wed. | W  | G | V  | Saldo | Ptn. |
| ------ | -------------------- | ---- | -- | - | -- | ----- | ---- |
| 1.     | Botafogo             | 18   | 10 | 6 | 2  | 25:8  | 26   |
| 2.     | Santa Cruz           | 17   | 11 | 3 | 3  | 27:12 | 25   |
| 3.     | Treze                | 18   | 10 | 2 | 6  | 29:16 | 22   |
| 4.     | Campinense           | 17   | 8  | 5 | 4  | 23:17 | 21   |
| 5.     | Nacional de Patos    | 17   | 7  | 6 | 4  | 17:14 | 20   |
| 6.     | Nacional de Cabedelo | 17   | 7  | 5 | 5  | 22:19 | 19   |
| 7.     | Guarabira            | 18   | 5  | 6 | 7  | 12:16 | 16   |
| 8.     | Esporte              | 17   | 3  | 6 | 8  | 9:23  | 12   |
| 9.     | Auto Esporte         | 17   | 3  | 4 | 10 | 12:19 | 10   |
| 10.    | Santos               | 18   | 1  | 1 | 16 | 8:40  | 3    |

|  | Geplaatst voor finaleronde |

## Tweede toernooi
| Plaats | Club                 | Wed. | W  | G | V  | Saldo | Ptn. |
| ------ | -------------------- | ---- | -- | - | -- | ----- | ---- |
| 1.     | Nacional de Patos    | 18   | 13 | 2 | 3  | 34:15 | 28   |
| 2.     | Treze                | 18   | 10 | 6 | 2  | 36:15 | 26   |
| 3.     | Campinense           | 16   | 10 | 3 | 3  | 23:9  | 23   |
| 4.     | Guarabira            | 17   | 8  | 4 | 5  | 23:18 | 20   |
| 5.     | Nacional de Cabedelo | 16   | 7  | 4 | 5  | 24:18 | 18   |
| 6.     | Botafogo             | 18   | 6  | 6 | 6  | 29:27 | 18   |
| 7.     | Santa Cruz           | 16   | 5  | 4 | 7  | 15:21 | 14   |
| 8.     | Esporte              | 15   | 4  | 4 | 7  | 14:12 | 12   |
| 9.     | Auto Esporte         | 16   | 3  | 1 | 12 | 15:30 | 7    |
| 10.    | Santos               | 18   | 0  | 2 | 16 | 5:53  | 2    |

|  | Geplaatst voor finaleronde |

## Derde toernooi
| Plaats | Club                 | Wed. | W | G | V | Saldo | Ptn. |
| ------ | -------------------- | ---- | - | - | - | ----- | ---- |
| 1.     | Treze                | 10   | 7 | 2 | 1 | 17:4  | 16   |
| 2.     | Nacional de Patos    | 10   | 5 | 4 | 1 | 19:13 | 14   |
| 3.     | Botafogo             | 10   | 3 | 3 | 4 | 15:14 | 9    |
| 4.     | Santa Cruz           | 10   | 3 | 3 | 4 | 12:17 | 9    |
| 5.     | Campinense           | 10   | 1 | 4 | 5 | 8:15  | 6    |
| 6.     | Nacional de Cabedelo | 10   | 1 | 4 | 5 | 8:16  | 6    |

|  | Geplaatst voor finaleronde |

## Finaleronde
| Plaats | Club              | Wed. | W | G | V | Saldo | Ptn. |
| ------ | ----------------- | ---- | - | - | - | ----- | ---- |
| 1.     | Treze             | 4    | 2 | 2 | 0 | 5:2   | 6    |
| 2.     | Botafogo          | 4    | 2 | 1 | 1 | 4:4   | 5    |
| 3.     | Nacional de Patos | 4    | 0 | 1 | 3 | 2:5   | 1    |

|  | Kampioen |

### Kampioen
| Campeonato Paraibano de 1989 |
| Paraiba                      |
| ---------------------------- |
| TREZE Kampioen (9° titel)    |